# Physalis patula
Physalis patula ist eine Pflanzenart aus der Gattung der Blasenkirschen (Physalis) in der Familie der Nachtschattengewächse (Solanaceae), die in Mexiko heimisch ist.

## Beschreibung

### Vegetative Merkmale
Physalis patula ist eine einjährige, krautige Pflanze mit einer Wuchshöhe zwischen 10 und 150 cm. Die Stängel sind im Querschnitt gewinkelt und mit etwa 0,2 bis 1,0 mm langen Trichomen dicht drüsig behaart. Die ebenfalls drüsig-behaarten Laubblätter sind 2 bis 11,0 cm lang, wovon die Blattstiele 0,5 bis 3,4 cm ausmachen. Die Blattspreiten sind langgestreckt bis schmal langgestreckt oder rhombisch, drüsig behaart und 1,5 bis 7,5 cm lang und 0,5 bis 4,0 cm breit. Nach vorn hin sind sie spitz, an der Basis spitz zulaufend oder um bis zu 1,3 cm versetzt schräg. Der Blattrand ist grob gezähnt.

### Blüten
Die Blüten stehen an 2,5 bis 9,0 mm langen Blütenstielen. Der Kelch ist zur Blütezeit mit 3 bis 5 mm langen, zugespitzten Kelchlappen besetzt und 1,5 bis 2,0 mm breit; er weist eine drüsige Behaarung auf. Die Krone ist gelb gefärbt, misst 1,0 bis 2,5 cm im Durchmesser und ist ungefleckt oder mit 5 einzeln stehenden, braunen oder blauen Flecken gezeichnet.
Staubfäden und Staubbeutel sind blau gefärbt, die Staubbeutel erreichen eine Länge von 1,5 bis 2,7 mm.

### Früchte und Samen
An der Frucht verlängert sich der Blütenstiel auf 7 bis 14 mm, der Kelch ist drüsig behaart, deutlich fünfwinkelig, 1,5 bis 3,0 cm lang und 1,0 bis 3,0 cm breit und meist ähnlich lang wie breit. Der Kelch umgibt eine etwa 1,0 bis 1,3 mm durchmessende Beere, die bei Reife gelb ist und eine Vielzahl von Samen enthält. Diese sind braun, feinkörnig und etwa 2 mm groß.

## Verbreitung und Standorte
Die Art ist in Mexiko verbreitet, wo sie in dem Gebiet zwischen den Bundesstaaten Chihuahua und Oaxaca vorkommt. Die Pflanze bevorzugt das Biom der sommerfeuchten Tropen und ist auf trockenen Hochlandstandorten in Höhenlagen zwischen 900 und 2700, oft in der Nähe landwirtschaftlicher Flächen, zu finden.